# Gustav Friedrich von Hetsch

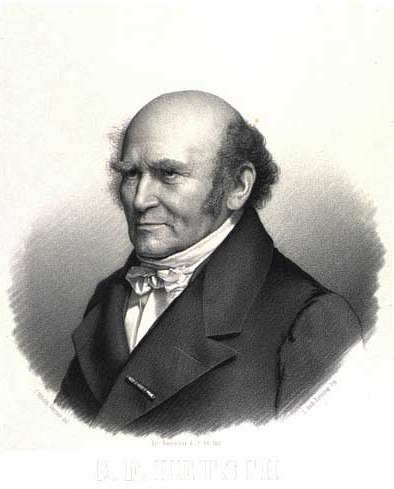
Gustav Friedrich von Hetsch

Gustav Friedrich von Hetsch (* 29. September 1788 in Stuttgart; † 7. September 1864 in Kopenhagen) war ein dänischer Architekt und Maler deutscher Herkunft.

## Herkunft
Hetsch war der Sohn des Malers Philipp Friedrich von Hetsch und dessen erster Ehefrau Louise Friederike Wilhelmine Scholl. 

## Leben
Nach seiner Schulzeit in Stuttgart begann Hetsch an der Eberhard-Karls-Universität Tübingen Mathematik zu studieren. Aber bereits nach zwei Semestern wechselte er nach Stuttgart zurück und begann Architektur bei Gottlieb Christian Eberhard von Etzel zu studieren.
Als sein Vater Philipp Friedrich 1808 nach Paris ging, schloss sich Hetsch ihm an. Ab 1809 studierte Hetsch dort an der École des Beaux-Arts unter Charles Percier und später unter dessen Schüler Louis-Hippolyte Lebas. Unterstützt durch seine Lehrer wurde Hetsch Mitarbeiter von Jean-Baptiste Rondelet. Nach einigen Vorarbeiten wurde Hetsch Rondelets Bauleiter bei den Arbeiten am Panthéon. Gezwungen durch die politische Lage kehrte Hetsch 1812 wieder nach Deutschland zurück und ließ sich in Stuttgart nieder. Dort konnte er noch im selben Jahr mit Erfolg seine Prüfung zum Baumeister ablegen.
Da durch die Befreiungskriege jegliche Berufsausübung verhindert wurde, unternahm Hetsch eine Studienreise nach Rom. Dort machte er die Bekanntschaft des dänischen Architekten Peder Malling, der ihn u. a. mit dem Landschaftsmaler Johan Fredrik Eckersberg und dem Bildhauer Bertel Thorvaldsen bekannt machte. Als im Oktober 1815 Malling zurück nach Kopenhagen ging, schloss sich Hetsch ihm an.
Bereits 1816 bekam Hetsch eine Anstellung als Dozent an der Schule für Ornamentik, an der er angehende Architekten unterrichtete. Diese Schule war der Akademie der Bildenden Künste angeschlossen und von ihr getragen. Für seinen Unterricht begann Hetsch eine Sammlung von Zeichnungen anzulegen, welche als Vorlagen für seine Schüler gedacht war. Diese Sammlung wurde ihm 1818 vom dänischen Hof abgekauft und zur weiteren Verwendung überlassen. Durch seine Arbeit als Dozent schloss Hetsch bald Freundschaft mit dem Architekten Christian Frederik Hansen. 
1820 nahm die Akademie Hetsch als Mitglied auf und 1822 wurde ihm die dänische Staatsbürgerschaft verliehen. Mit 34 Jahren berief man Hetsch im Jahr 1822 als Prof. für Perspektive an die Königlich Dänische Kunstakademie von Kopenhagen. Dort war er maßgeblich an den Entwürfen und am Bau der Neuen Synagoge, an einigen Neubauten der Universität Kopenhagen und am Bau der späteren katholischen Domkirche St. Ansgar beteiligt.
Zusammen mit Christian Frederik Hansen gestaltete Hetsch die Innenräume von Schloss Christiansborg neu. Durch diese Arbeiten wurde der Hof auf ihn aufmerksam und Hetsch wurde ab 1828 mit der Leitung der Königlichen Porzellanmanufaktur betraut. Zwischen 1829 und 1830 bereiste Hetsch Deutschland, Frankreich und Italien, um nach eigenen Aussagen „…dem modernen Bauen nachzuspüren“. 1851 besuchte er zusammen mit einer staatlichen Delegation die Weltausstellung in London und vier Jahre später die Weltausstellung in Paris.
Im Alter von nahezu 76 Jahren starb Gustav Friedrich von Hetsch am 7. September 1864 in Kopenhagen. Zu seinem Gedenken schuf der Bildhauer Edvard Harald Bentzen 1902 in Kopenhagen ein Denkmal.

## Familie
Am 28. August 1823 heiratete Hetsch in Kopenhagen Anette Hansen (1795–1827), eine Tochter seines Freundes Christian Frederik Hansen. Aus der Ehe stammte die Tochter Louise Margrethe Hetsch (1824–1876), die die Mutter des Polarforschers Gustav Frederik Holm (1849–1940) war. Als seine Frau am 21. November 1827 starb, hielt Hetsch das obligate Trauerjahr ein und heiratete Anfang 1829 die Schwester seiner verstorbenen Ehefrau, Carolina Amalie Augusta (1800–1874). Mit ihr hatte er einen Sohn, den späteren Maler Christian Fredrik Hetsch (1830–1903).

## Schriften
- Anleitung zum Studium der Perspective und deren Anwendung. Tauchnitz, Leipzig 1894
- Fortenigner for Haandvaerkere (Vorlegeblätter für Handwerker). Gyldendal, Kopenhagen 1839/42 (12 Teile)
- Religion der Karthager. Mit 4 Kupfertafeln und einer architektonischen Erklärung. Schubothe, Kopenhagen 1824 (12 Teile)